# (16029) 1999 DQ6
A (16029) 1999 DQ6 a Naprendszer kisbolygóövében található aszteroida. A LINEAR projekt keretében fedezték fel 1999. február 20-án.